# Nikolaj Mihajlovič Prževalski
Nikolaj Mihajlovič Prževalski (rusko Никола́й Миха́йлович Пржева́льский), ruski geograf, * 12. april 1839, † 1. november 1888.
Prževalski je bil priznan raziskovalec srednje in vzhodne Azije. Čeprav ni nikoli dosegel svojega končnega cilja, svetega mesta Lasa v Tibetu, je potoval po neznanih področjih na zahod severnem Tibetu (Qinghai) in Džungariji (severni Šindžjang). Pomemben je njegov prispevek k evropskemu poznavanju osrednje Azije in je bil prvi znani Evropejec, ki je opisal obstoj prosto živečih konj, ki so jih po njem tudi poimenovali (gl. Mongolski divji konj).

## Biografija
Przevalskij se je rodil v Smolensku v plemiški poljsko beloruski družini (poljsko ime je Przewalski) in študiral na vojaški akademiji v Sankt Peterburgu. Leta 1864 je postal učitelj geografije na vojaški šoli v Varšavi. 
Leta 1867 je Prževalski uspešen s prošnjo Ruskemu geografskemu društvu, ki ga pošlje v Irkutsk, v osrednji Sibiriji. Njegov namen je bil raziskati porečje reke Ussuri, velik pritok Amurja na rusko-kitajski meji. To je bila njegova prva pomembna odprava. Trajala je dve leti, nakar je Przevalskij objavil dnevnik ekspedicije pod naslovom Potovanje po regiji Ussuri, 1867- 69.
V naslednjih letih je izvedel še štiri potovanja po Srednji Aziji: 
1870-73 je od Kjahta prečkal puščavo Gobi do Pekinga, nato pa raziskoval zgornji Jangce (Chang Jiang) in leta 1872 prebegnil v Tibet. Raziskal je več kot 18.000 km2, zbral in prinesel s seboj 5000 rastlin, 1000 ptic in 3000 vrst žuželk, kot tudi 70 plazilcev in kože 130 različnih sesalcev. 
Przevalskij je prejel medaljo Constatine Carske geografske družbe, napredoval v čin general-poročnik, bil imenovan v Generalštab in prejel red Sv. Vladimirja četrtega razreda. V času njegove ekspedicije, je divjala na Kitajskem Dunganova etnična vojna (1862-77. [5] Potovanje v Generalštab s pomembnimi informacijami o muslimanski vstaji v kraljestvu Yakub Beg v zahodni Kitajski in njegovo predavanje na ruskem Carskem geografskem društvu, je bilo sprejeto z bučnim aplavzom. Ruski časopis Golos je pot imenoval kot "eno izmed najbolj drznih našega časa". 
1876-1877 je potoval prek vzhodnega Turkestana skozi območje Tjanšan (Tian Shan - Nebeško gorovje), obiskal, kar je verjel, jezero Lop Nor, ki ga domnevno ni obiskal še noben evropski obiskovalec razen Marco Polo. Odprava sestavljena iz desetih moških, štiriindvajset kamel, štirih konj, tri tone prtljage in proračunom v višini 25.000 rubljev, je imela smolo z boleznijo in slabo kakovostjo kamel. V septembru 1877 se je karavana prenovila z boljšimi kamelami in konji, 72.000 nabojev in velikimi količinami žganja, čaja in turških slaščic in odšla proti Lasi, a ni dosegla cilja. 
1879-1880 se je odpravil preko Hami in skozi kotlino Qaidam do jezera Koko Nor (Qinghai Hu). Ekspedicija je nato nadaljevala čez gore Tjanšan v Tibet, 260 km od Lase, preden se je obrnila zaradi tibetanskih uradnikov. 
1883-1885 od Kyakhta čez Gobi na Alashan in vzhodne Tjanšan gore in nazaj ob reki Jangce. Ekspedicija se je nato vrnila v Koko Nor in proti zahodu preselila v Khotan (Hetian, Šindžjang) in jezero Isik Kul (Isyk-Köl).
Rezultati teh razširjenih potovanj so odprli novo obdobje za študij srednjeazijske geografije, kakor tudi študij o živalskih in rastlinskih vrstah te ogromne regije, ki so bile razmeroma neznane zahodnim sodobnikom. Med drugim je poročal o divji populaciji baktrijskih kamel kot tudi o divjem konju Przewalski in Przewalski gazeli, poimenovano po njem v številnih evropskih jezikih. Napisal je pet glavnih knjig v ruščini in dva angleška prevoda: Mongolia, the Tangut Country (1875) in From Kulja, Across the Tian Shan to Lob-Nor (1879). 
Przevalskij je umrl za tifusom nedolgo pred začetkom svoje pete poti, v Karakolu na obali jezera Isik-Kul v današnjem Kirgizistanu. Okužil se je iz reke Ču, ki je bila okužena s to boleznijo. Car je takoj spremenil ime mesta v Przhevalsk. Tukaj je spomenik in muzej o njegovem življenju in delu, drug spomenik je v Sankt Peterburgu. 
Manj kot leto dni po njegovi prezgodnji smrti, je Mihail Pevcov uspel, sledeč Prževalskemu, na čelu svoje ekspedicije prodreti v globine Srednje Azije. Delo Przevalskega je nadaljeval tudi njegov mladi učenec Pjotr Kozlov. 
Še en kraj je dobil ime po Przevalskem: živel je v majhni vasici Sloboda, Smolenska Oblast, Rusija 1881-1887 (razen v obdobju potovanj) in je očitno res ljubil kraj. Vas je bila preimenovana po njem leta 1964, zdaj pa se imenuje Przhevalskoye. Ima spominski kompleks, ki obsega staro in novo hišo Nikolaja Przevalskija, njegov doprsni kip, ribnik, vrt, brezovo ulico in khatka (hišica). To je edini muzej slavnega popotnika v Rusiji. 
Na Przevalskega spominja rastlinski rod Przewalskia (Solanaceae - Razhudnikovke) Maksim. Njegovo ime je eponim za več kot 80 vrst rastlin.

## Obtožbe imperializma in rasizma
Po oceni Davida Schimmelpenninck Van Der Oyeja, kažejo knjige Przevalskega o Srednji Aziji njegov prezir do vzhodne, še posebej kitajske civilizacije. Przevalskij izrecno predstavlja Kitajce kot strahopetne, umazane in lene in v vseh pogledih slabše od ... »evropske civilizacije«. Domnevno je trdil, da drži cesarska Kitajska svoja severna ozemlja, zlasti Šindžjang in Mongolijo šibko in negotovo, zato je Przevalskiij javno pozval k priključitvi Rusiji dele ozemlja Kitajske. Przevalskij je dejal, nekdo mora raziskati Azijo »s karabinko v eni roki in bičem v drugi«.
Przevalskij, kot tudi drugi sodobni raziskovalci, vključno Sven Hedin, sir Francis Younghusband in sir Aurel Stein, so bili aktivni udeleženci britansko-ruskega boja za vpliv v Srednji Aziji, v tako imenovani Veliki igri (izraz za strateško rivalstvo in spore med Britanskim imperijem in Ruskim cesarstvom za prevlado v Srednji Aziji).
Nikolaj Przevalskij v Aziji
Rasistična nestrpnost Przevalskega se je razširila na nekitajske Azijce, kar opisuje tadžikistanski Yaqub Beg v pismu: »Yakub Beg je isto sranje kot vsi neodgovorni Azijci. Kašgarski imperij ni beseda kopek«. Przevalskij je tudi trdil, da je bil Yaqub »Nič bolj kot političen slepar«, in prav tako deležen prezira muslimanov v Kašgarju, češ, da »... nenehno preklinja svojo vlado in izraža željo, da bi postal ruski objekt ... azijski divjak jasno razume rusko moč, ki je zagotovilo za blaginjo«. Te izjave so bile v poročilu, v katerem Przevalskij priporočal, da ruske čete zasedajo Kašgarski emirat, vendar pa je ruska vlada ni sprejela nobenega ukrepa in Kašgar je dobila Kitajska. Sanje Przevalskega o odvzemu zemljišč od Kitajske se niso uresničile.
Przevalskij ne le prezira kitajske etnične skupine, ampak je videl 8 milijonov ne-kitajskega ljudstva v Tibetu, Turkestanu in Mongoliji, kot necivilizirane, evolucijsko nazadnjaške ljudi, ki so potrebni, da bi bili osvobojeni od kitajske nadvlade. Przevalskij naj bi domnevno ubil več tibetanskih nomadov.
Predlagal je Rusiji naj sproži vstajo budističnih in muslimanskih ljudstev na teh območjih proti konfucijskemu kitajskemu režimu, začetek vojne s Kitajsko in z majhnim številom ruskih vojakov odvzeti nadzor nad Turkestanom od Kitajske. 

## Osebno življenje
Przevalskij je imel oseben odnos s Tasjo Nuromskajo, ki jo je spoznal v Smolensku. Po eni od legend naj bi si, ob svojem zadnjem srečanju, Tasja odrezala kito in mu ga dala, da bi potovala z njim do njune poroke. Na žalost je Tasja umrla zaradi sončarice medtem ko je bil Przevalskij na ekspediciji. 
Še ena ženska je bila v življenju Przevalskega, skrivnostna mladenka, katere portret, skupaj s fragmentom poezije, so našli v njegovem albumu. V pesmi ga prosi, da ostane z njo in naj ne gre v Tibet, na kar je odgovoril v svojem dnevniku: »Nikoli ne bom izdal ideala, kateremu je posvečeno vse moje življenje. Takoj, ko sem napisati vse, kar je potrebno, se bom vrnil v puščavo ... kje bom veliko srečnejši kot v pozlačenih salonih, ki jih lahko pridobim z zakonsko zvezo«.
Nekateri raziskovalci so trdili, da je bil Przevalskij homoseksualec, ki je preziral ženske in da so bili njegovi mladi moški pomočniki, ki so ga spremljali na njegovih potovanjih (vključno Nikolaj Jagunov star 16 let, Mihail Piltsov, Fjodor Eklon, 18 in Jevgraf), morda njegovi ljubimci.

## Mit
Obstaja urbana legenda, da je bil Josif Stalin nezakonski sin Nikolaja Przevalskega. Legenda temelji na podobnosti obraza obeh moških. Vendar pa obiski Przevalskega v Gruziji niso argumentirani. Humorno razvita različica te legende se pojavi v The Life and Extraordinary Adventures of Private Ivan Chonkin (3. knjiga), Vladimira Vojnoviča.